# جوزيف يونغ
جوزيف يونغ (بالإنجليزية: Joseph Young)‏ هو مبشر وسياسي أمريكي، ولد في 7 أبريل 1797، وتوفي في 16 يوليو 1881 في الولايات المتحدة.